# Циллерталь

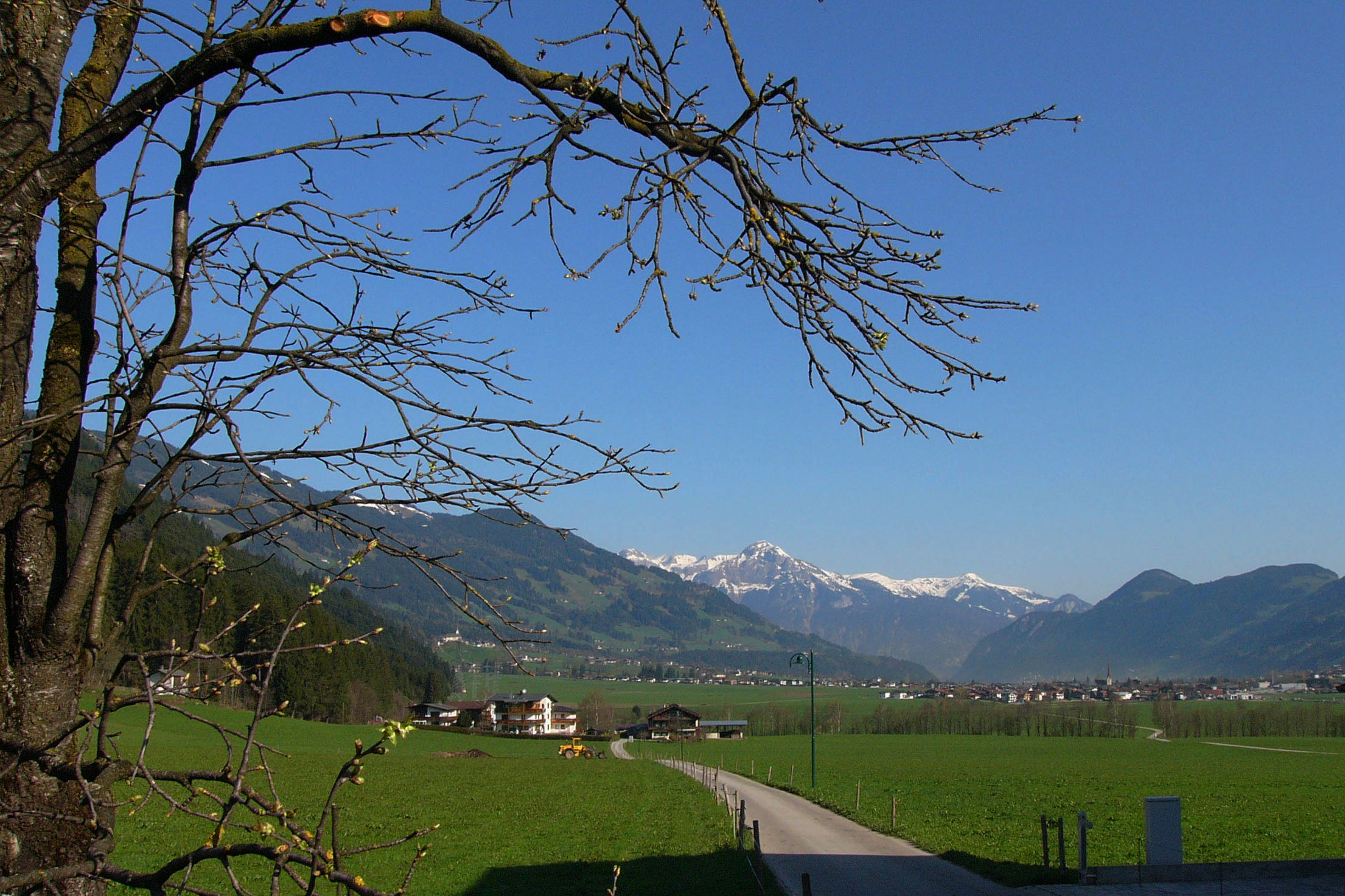
Долина Циллерталь

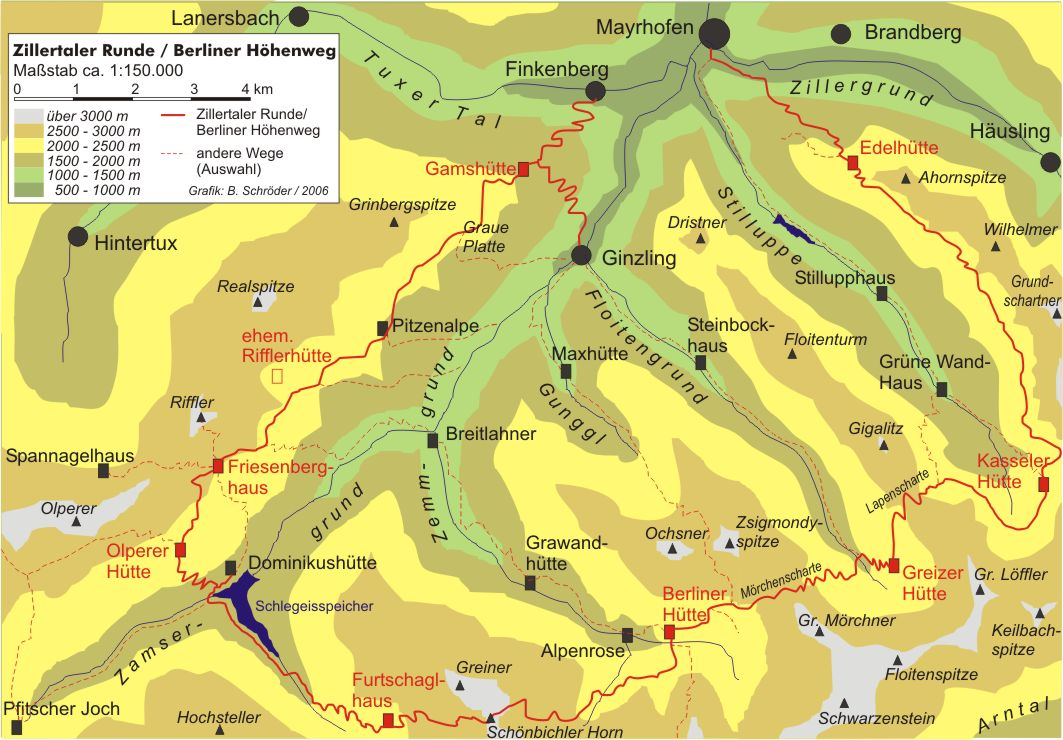
Долина Циллерталь южнее Майрхофена

Циллерталь (нем. Zillertal) — долина в Тироле, Австрия.
В долине Циллерталь расположены небольшие деревушки и городки — Фюген, Целль-ам-Циллер, Финкенберг и Майрхофен. Все они образуют единое горнолыжное пространство трасс, подъёмников, альпийских отелей. Ежегодно, район Майрхофена привлекает до 35 % всех туристов приезжающих на курорты земли Тироль. Здесь находится 487 км подготовленных трасс, с перепадом высот от 630 до 3250 м. Кроме того, здесь находятся лечебные термальные источники.
Ранее река Циллер (нем. Ziller), протекающая по долине, была пограничной и разделяла земли Габсбургов и Зальцбургского епископата. После присоединения долины к Тиролю приходы долины разделились по разным епископатам. Сегодня это можно увидеть в разном цвете башенок церквей: красные — Инсбрук, зелёные — Зальцбург.
По долине проходит Циллертальская железная дорога.